# Гімнастика на літніх Олімпійських іграх 1992

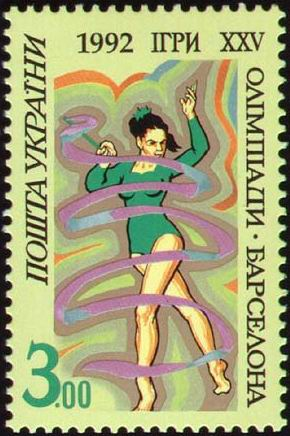
Гімнастка зі стрчкою на марці Укрпошти «Ігри XXV Олімпіади в Барселоні» (1992)

У програмі змагань гімнастики на літніх Олімпійських іграх 1992 були два види: спортивна гімнастика і художня гімнастика. Змагання зі спортивної гімнастики тривали з 26 липня до 2 серпня в Палау-Сант-Жорді. Змагання з художньої гімнастики тривали з 6 до 8 серпня в Палаці спорту Барселони.

## Спортивна гімнастика

### Чоловіки
| Дисципліни         | Золото | Срібло                                                                 | Бронза                                                                                                 |
| ------------------ | --- | ---------------------------------------------------------------------- | --- |
| Абсолютна першість | Віталій Щербо · Об'єднана команда · ()                                                                                      | Григорій Місютін · Об'єднана команда · ()                              | Валерій Бєлєнький · Об'єднана команда · ()                                                             |
| Командна першість  | Об'єднана команда (EUN) Валерій Бєлєнький Ігор Коробчинський Григорій Місютін Віталій Щербо Рустам Шаріпов Олексій Воропаєв | Китай (CHN) Ґо Ліньяо Лі Чуньян Лі Дашуан Лі Ґе Лі Цзін Лі Сяошуан     | Японія (JPN) Ютака Айхара Такасі Тінен Йосіакі Хатакеда Юкіо Ікетані Масаюкі Мацунаґа Дайсуке Нісікава |
| Вільні вправи      | Лі Сяошуан · Китай | Юкіо Ікетані · Японія · Григорій Місютін · Об'єднана команда · ()      | не вручали                                                                                             |
| Перекладина        | Трент Дімас · США | Григорій Місютін · Об'єднана команда · () · Андреас Веккер · Німеччина | не вручали                                                                                             |
| Паралельні бруси   | Віталій Щербо · Об'єднана команда · ()                                                                                      | Лі Цзін · Китай                                                        | Ігор Коробчинський · Об'єднана команда · () · Ґо Ліньяо · Китай · Масаюкі Мацунаґа · Японія            |
| Кінь               | Віталій Щербо · Об'єднана команда · () · Пе Гіль Су · КНДР                                                                  | не вручали                                                             | Андреас Веккер · Німеччина                                                                             |
| Кільця             | Віталій Щербо · Об'єднана команда · ()                                                                                      | Лі Цзін · Китай                                                        | Андреас Веккер · Німеччина · Лі Сяошуан · Китай                                                        |
| Опорний стрибок    | Віталій Щербо · Об'єднана команда · ()                                                                                      | Григорій Місютін · Об'єднана команда · ()                              | Ю Онньоль · Південна Корея                                                                             |

### Жінки
| Дисципліни         | Золото | Срібло                                                                                                | Бронза                                                                             |
| ------------------ | --- | --- | ---------------------------------------------------------------------------------- |
| Абсолютна першість | Тетяна Гуцу · Об'єднана команда · ()                                                                                   | Шеннон Міллер · США                                                                                   | Лавінія Мілошовіч · Румунія                                                        |
| Командна першість  | Об'єднана команда (EUN) Світлана Богінська Оксана Чусовітіна Розалія Галієва Олена Груднєва Тетяна Гуцу Тетяна Лисенко | Румунія (ROM) Крістіна Бонташ Джина Гогян Ванда Хедерян Лавінія Мілошовіч Марія Некуліце Мірела Пашка | США (USA) Венді Брюс Домінік Доз Шеннон Міллер Бетті Окіно Керрі Страг Кім Змескал |
| Колода             | Тетяна Лисенко · Об'єднана команда · ()                                                                                | Лу Лі · Китай Шеннон Міллер · США                                                                     | не вручали                                                                         |
| Вільні вправи      | Лавінія Мілошовіч · Румунія                                                                                            | Хенрієтта Оноді · Угорщина                                                                            | Крістіна Бонташ · Румунія Шеннон Міллер · США Тетяна Гуцу · Об'єднана команда · () |
| Різновисокі бруси  | Лу Лі · Китай | Тетяна Гуцу · Об'єднана команда · ()                                                                  | Шеннон Міллер · США                                                                |
| Опорний стрибок    | Лавінія Мілошовіч · Румунія Хенрієтта Оноді · Угорщина                                                                 | не вручали                                                                                            | Тетяна Лисенко · Об'єднана команда · ()                                            |

## Художня гімнастика
| Дисципліни         | Золото                                        | Срібло                      | Бронза                                   |
| ------------------ | --------------------------------------------- | --------------------------- | ---------------------------------------- |
| Абсолютна першість | Олександра Тимошенко · Об'єднана команда · () | Кароліна Паскуаль · Іспанія | Оксана Скалдіна · Об'єднана команда · () |

## Таблиця медалей
| Місце                | Країна                  | Золото | Срібло | Бронза | Загалом |
| -------------------- | ----------------------- | ------ | ------ | ------ | ------- |
| 1                    | Об'єднана команда (EUN) | 10     | 5      | 5      | 20      |
| 2                    | Китай (CHN)             | 2      | 4      | 2      | 8       |
| 3                    | Румунія (ROU)           | 2      | 1      | 2      | 5       |
| 4                    | США (USA)               | 1      | 2      | 3      | 6       |
| 5                    | Угорщина (HUN)          | 1      | 1      | 0      | 2       |
| 6                    | Північна Корея (PRK)    | 1      | 0      | 0      | 1       |
| 7                    | Німеччина (GER)         | 0      | 1      | 2      | 3       |
| 7                    | Японія (JPN)            | 0      | 1      | 2      | 3       |
| 9                    | Іспанія (ESP)           | 0      | 1      | 0      | 1       |
| 10                   | Південна Корея (KOR)    | 0      | 0      | 1      | 1       |
| Загалом (10 збірних) | Загалом (10 збірних)    | 17     | 16     | 17     | 50      |